# Бёттхер, Вильфрид
Вильфрид Бёттхер (нем. Wilfried Boettcher; 11 августа 1929, Бремен — 22 августа 1994) — немецкий виолончелист и дирижёр.
Учился в Гамбурге, затем совершенствовался как инструменталист в Париже у Пьера Фурнье. В 1956—1958 годах — первая виолончель Ганноверской оперы. С 1958 года преподавал в Венской академии музыки, в 1959 году основал и возглавил камерный ансамбль «Венские солисты». С 1965 года — профессор виолончели и камерного ансамбля в Гамбургской высшей школе музыки, в 1967—1971 годах — главный дирижёр Гамбургского симфонического оркестра. В качестве приглашённого дирижёра работал с оркестром «Северная симфония».